# ブラッグの法則
ブラッグの法則（ブラッグのほうそく、英: Bragg's law）は、X線の回折・反射についての物理法則である。ヘンリー・ブラッグとローレンス・ブラッグの父子によって発見された。
結晶のように周期的な構造を持つ物質に対して、ある波長のX線をいろいろな角度から照射すると、ある角度では強いX線の反射が起こるが、別の角度では反射がほとんど起こらないという現象を観測できる。
これは物質を構成する原子により散乱されたX線が、結晶構造の繰り返しによって強めあったり、打ち消しあったりするためである。ブラッグの法則は、X線の波長、結晶面の間隔、および結晶面とX線が成す角度の間の関係を説明する。

結晶内部におけるX線と原子との相互作用

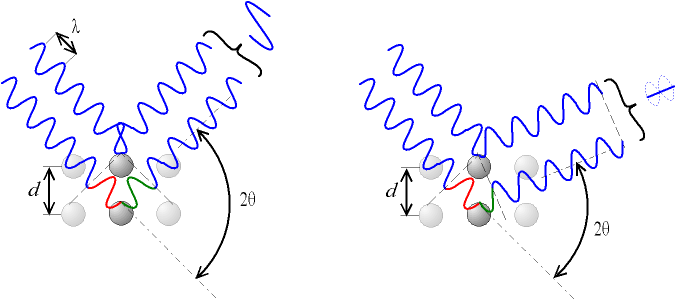

ブラッグの法則は結晶構造の解析に用いられている。

## ブラッグの条件
次の関係式をブラッグの条件と呼ぶ。
{\displaystyle 2d\sin \theta =n\lambda }
ここで、d は結晶面の間隔、θ は結晶面とX線が成す角度、λ はX線の波長、n は自然数である。この条件が満たされているとき、X線は回折（反射）される。

## 光路差による説明
光路差と波長の長さの関係により、散乱したX線が同位相、逆位相になり、干渉が起きる。